# James Dole

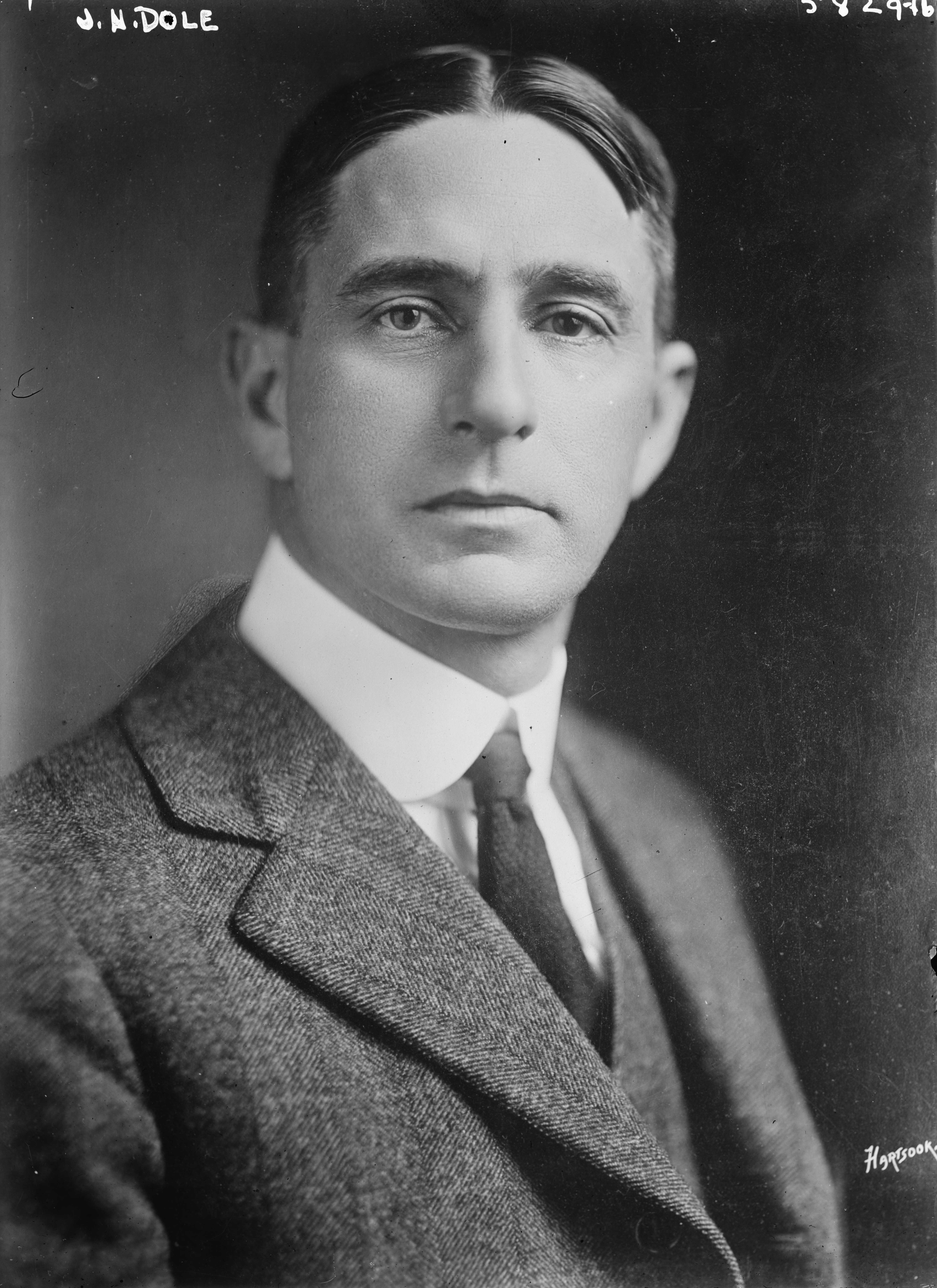
James Drummond Dole (1927)

James Drummond Dole (* 27. September 1877 in Jamaica Plain; † 20. Mai 1958 in Honolulu) war ein US-amerikanischer Unternehmer und Gründer der Hawaiian Pineapple Company, aus der die Dole Food Company hervorging. Als Pionier der Ananasindustrie auf Hawaii wurde er auch der „Ananaskönig“ genannt.

## Kindheit und Studienjahre
Dole wurde als Sohn des Pastors Charles Fletcher Dole und Frances Drummond in Jamaica Plain, einem Vorort von Boston, Massachusetts, geboren. Er besuchte die Roxbury Latin School in Roxbury, einem anderen Vorort von Boston. Die Sommerferien verbrachte er auf dem Land, im Sommerhaus seiner Eltern in Southwest Harbor, Maine, wo er eine Liebe zur Arbeit in ihrem Gemüsegarten entwickelte. Sein Vater wollte, dass er auch Pastor werde, doch James Dole fühlte sich eher für die Landwirtschaft berufen. Obwohl seine Schulnoten nicht hervorragend waren – er fiel in Deutsch und Logarithmus-Rechnung durch – wurde er 1895 an der Harvard University zugelassen. Dort konzentrierte er sich auf die Agrarwissenschaft am Bussey Institute. Nach Abschluss seines Studiums 1899 verkaufte er sein kleines Segelboot, mit dem er in der Freizeit oft herumsegelte, für 94 US-Dollar, nahm seine Ersparnisse von 1500 US-Dollar und ging nach Hawaii, das von den Vereinigten Staaten 1898 annektiert wurde. Kurz nachdem er 22 Jahre alt geworden war, kam er 1899 in Honolulu an. Hier lebte er zunächst bei seinem Verwandten Sanford Dole, der zunächst Präsident der Republik Hawaii war und 1900 erster Gouverneur des Hawaii-Territoriums wurde.

## Anfangsjahre als Unternehmer

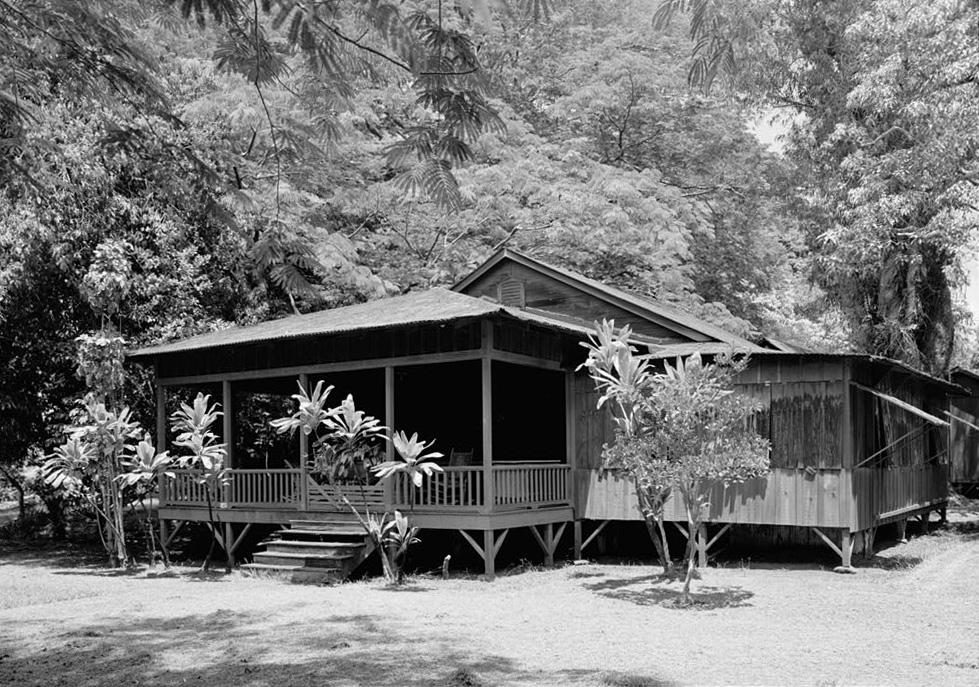
Doles Farm in Wahiawā (1901)

Die Territorialregierung von Hawaii bot neuen Siedlern, die Landwirtschaft betreiben wollten, Land zum Kauf an. Da Doles Ersparnisse nicht ausreichten, musste er sich die dreifache Summe für den Landerwerb leihen. Er kaufte sich ein 64-Acre großes Grundstück in Wahiawā, 38 km von Honolulu entfernt, und siedelte sich dort am 1. August 1900 an. Nach einigen Experimenten mit verschiedenen Früchten entschied er sich, Ananas anzubauen, obwohl andere Landwirte mit diesem Produkt gescheitert waren. Die Früchte verrotteten während des langen Transports zum Festland. Dole hatte jedoch die Idee, Ananas in Konservendosen zu verpacken. Er baute im Frühjahr 1901 zunächst auf 12-Acres 75.000 Ananaspflanzen an. Als Dole im Dezember des gleichen Jahres die Hawaiian Pineapple Company gründete, bezeichnete die Lokalzeitung The Honolulu Advertiser es als „ein tollkühnes Unterfangen, das schon erfolglos ausprobiert wurde und mit Sicherheit auch wieder scheitern wird“. Um in seiner Scheune eine Konservenfabrik zu installieren, brauchte Dole erneut Kapital. Er kehrte kurz nach Boston zurück und konnte 14.000 US-Dollar von seiner Familie und Freunden sammeln. Im Sommer 1903 verpackte er seine ersten 1893 Kisten mit Ananaskonserven, die er mühsam mit handbetriebenen Maschinen produziert hatte. Beeindruckt von seiner Vision und Durchhaltekraft konnte er ein Jahr später Investoren in San Francisco überzeugen, 50.000 US-Dollar in sein Unternehmen zu investieren. 

## Wachstumsjahre
Als 1907 die Produktion den Absatz überstieg, begann Dole auf dem Festland mit Zeitungsanzeigen für Ananas Werbung zu betreiben. Vielen Konsumenten war die Frucht noch unbekannt. Daraufhin stieg die Nachfrage so weit an, dass er nicht mehr nachkam, genug Ananas, wie bisher üblich, mit der Hand schälen zu lassen. Um eine Lösung zu finden, stellte er 1911 den Konstruktionszeichner Henry Ginaca von den Honolulu Iron Works ein. Dieser entwickelte eine Ananasschälmaschine, die in der Lage war, 35 Ananas pro Minute zu schälen und entkernen, zwei Jahre später sogar 100 pro Minute. Diese Ginaca-Maschine wird auch heute noch weltweit in der Ananasindustrie verwendet. Bis 1915 war die Hawaiian Pineapple Company zum zweitgrößten Industrieunternehmen Hawaiis gewachsen. Die Nachfrage nach seinen Konserven war so stark, dass Dole 1922 die Hawaii-Insel Lānaʻi kaufte, um dort auf zunächst 14.000 Acres Ananas anzubauen. Die Produktion stieg ein Jahr später auf über 2 Millionen Kisten. Als der Absatz während der Depression 1930–1933 zurückging, wurde Dole vom Aufsichtsrat aus dem Management getrieben. 1932 erwarb das Unternehmen Castle & Cooke 21 % der Hawaiian Pineapple Company. Dole war nur noch Ehrenvorsitzender, eine Position, die er 1948 aufgab und sich aus dem Unternehmen völlig zurückzog.

## Soziale Fortschritte
Im Jahr 1915 führte Dole bereits für seine Belegschaft die Lohnfortzahlung im Krankheitsfall (Workers Compensation) ein, 1920 die betriebliche Altersrente, 1921 Anteilsscheine an die Mitarbeiter, denen dadurch 31 % des Unternehmens gehörte, 1922 ließ er Modellsiedlungen für die Landarbeiter bauen und 1928 führte er die Gewinnbeteiligung für Mitarbeiter ein. Solange Dole das Unternehmen führte, gab es nie einen Streik.

## Privatleben
Als seine Schwester ihn nach ihrem High-School-Abschluss in Hawaii mit ihrer Freundin Belle Dickey besuchte, verliebte sich Dole in diese und heiratete Dickey 1906 in der Kirche seines Vaters. Das Paar bekam in kurzer Folge fünf Kinder. Dole starb im Alter von 80 Jahren nach einer Serie von Schlaganfällen in Honolulu. Er wurde in Makawao an einem Hang des Vulkans Haleakala auf Maui mit Blick auf die Ananasfelder beerdigt.